# جریان عمودی

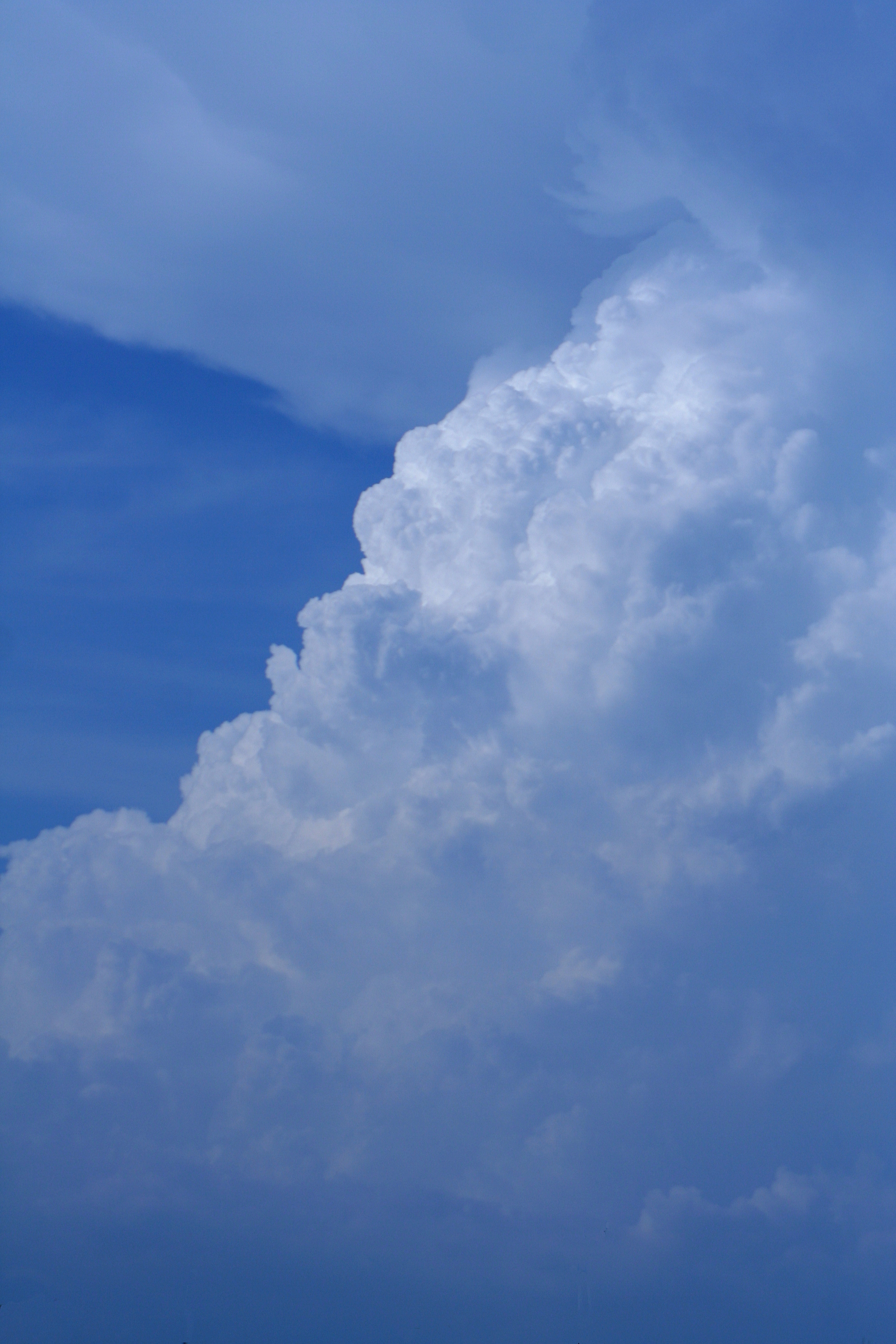
یک جریان عمودی هوای گرم و مرطوب در تکسارکنا، تگزاس

در هواشناسی، جریان عمودی یک جریان جوی در حال بالا رفتن در مقیاس کوچک است که بیشتر درون یک ابر رخ می‌دهد. توده‌های هوای گرم معمولاً از چگالی کمتری نسبت به توده‌های خنک‌تر پیرامونی برخوردار هستند و بنابراین تا رسیدن به هوای گرم یا کم‌چگال‌تر، صعود می‌کنند.